# Srebrenica

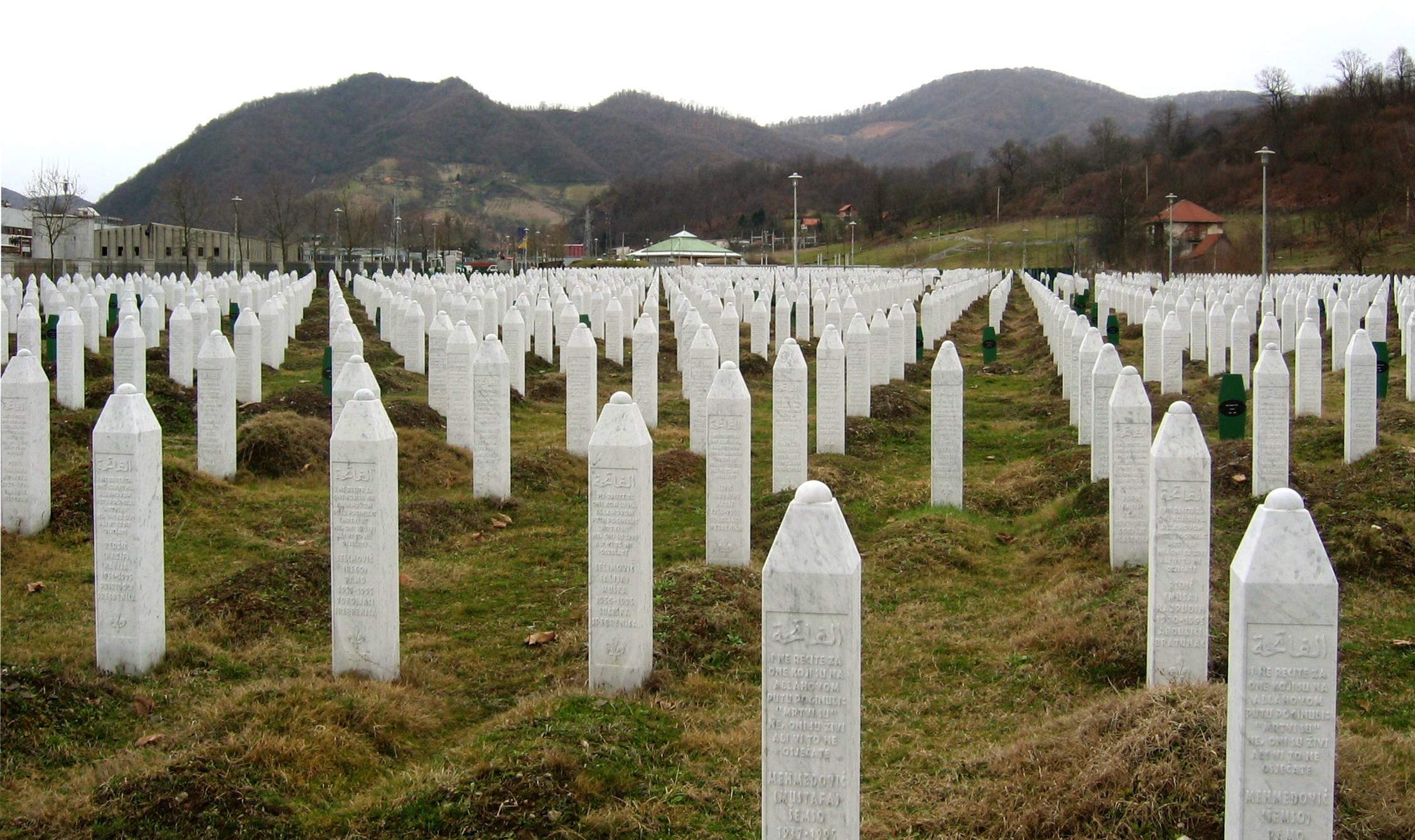
Gravstenar vid minnesplatsen för Srebrenicamassakern.

Srebrenica (lyssna (fil), kyrilliska: Сребреница) är en ort i kommunen Srebrenica i Serbiska republiken i östra Bosnien och Hercegovina. Orten ligger nära gränsen till Serbien, cirka 75 kilometer nordost om Sarajevo. Den omges av ett bergigt landskap. Srebrenica hade 2 410 invånare vid folkräkningen år 2013.
Av invånarna i Srebrenica är 56,80 % serber, 41,41 % bosniaker och 0,33 % kroater (2013).
Ortens huvudsakliga näring är saltbrytning och ett spa. Sedan den 11 juli 1995 är staden mest känd för Srebrenicamassakern, då 8 372 bosniaker mördades av serbiska styrkor under ledning av Ratko Mladić. Massakern är det största folkmordet i Europa efter andra världskriget.

## Historia
Före 1992 fanns en metallfabrik i staden med bly-, zink- och guldgruvor i närheten. Ordet srebrenica betyder silvergruva.
Under Bosnienkriget 1992–1995 blev Srebrenica en bosnisk enklav omgiven av serber. Enklaven var dock en skyddszon som skulle skyddas av FN-styrkor (UNPROFOR). Men trots detta ockuperades staden i juli 1995 av serber. Strax efter detta utspelade sig Srebrenicamassakern då 8 372 bosniska män och pojkar avrättades.
Idag finns en minnesplats i Potočari utanför Srebrenica som invigdes 2003 av USA:s tidigare president Bill Clinton. Den 11 juli varje år sedan 2003 har man begravt nya identifierade offer från massakern vid minnesplatsen. I denna minnesceremoni brukar flera tusen personer årligen delta.